# Перальта Альварес, Себелио
Себелио Перальта Альварес (исп. Sebelio Peralta Álvarez, 19 сентября 1939 года, Борха, Парагвай — 19 ноября 2014 года, Сан-Лоренсо, Парагвай) — католический прелат, третий епископ Вильяррики-дель-Спириту-Санто с 19 апреля 1990 года по 27 декабря 2008 года и второй епископ Сан-Лоренсо с 27 декабря 2008 года по 19 ноября 2014 года.

## Биография
Родился 19 сентября 1939 года в населённом пункте Борха, Парагвай. 19 декабря 1964 года был рукоположен в священника для служения в епархии Вильяррики-дель-Эспириту-Санто.
5 марта 1979 года Римский папа Иоанн Павел II назначил Себелио Перальту Альвареса вспомогательным епископом епархии Вильяррики-дель-Эспириту-Санто и титулярным епископом Иунки Мавретанской. 1 мая 1979 года состоялось рукоположение в епископа, которое совершил епископ Вильяррики-дель-Эспириту-Санто Фелипе Сантьяго Бенитес Авалос в сослужении с епископом Карапегуа Анхелем Николасом Ачей Дуарте и титулярным епископом Утиммиры Хорхе Адольфо Карлосом Ливьересом Банксом.
4 июля 2015 года Римский папа Бенедикт XVI назначил его епископом Сан-Лоренсо.
Скончался 19 ноября 2014 года в Сан-Лоренсо.